# Гальба
Се́рвий Сульпи́ций Га́льба (лат. Servius Sulpicius Galba; родился 23 или 24 декабря 6, 5 или 3 года до н. э., окрестности Таррацины, Римская империя — убит 15 января 69 года н. э., Рим, Римская империя) — римский император с 8 июня 68 по 15 января 69 года.
Сервий Сульпиций происходил из знатного и богатого патрицианского рода. Он стал последним римским императором, принадлежавшим к старой республиканской аристократии. При Юлиях-Клавдиях он сделал карьеру военного и политика. При Тиберии Гальба был легатом-пропретором Аквитании (31—32 годы) и консулом (в 33 году), при Калигуле — легатом Верхней Германии (39—41 годы), при Клавдии участвовал в завоевании Британии (43 год) и управлял провинцией Африка в ранге проконсула (45—47 годы). После этого он долгое время был на покое, пока в 60 или 61 году император Нерон не назначил его наместником Тарраконской Испании.
В 68 году Гай Юлий Виндекс поднял мятеж в Лугдунской Галлии и предложил Гальбе союз и императорскую власть. Сервий Сульпиций после некоторых колебаний согласился. Виндекс вскоре погиб, но несколько других наместников тоже восстали против Нерона. В конце концов сенат официально признал Гальбу императором, а Нерону пришлось покончить с собой. Спустя несколько месяцев Сервий Сульпиций вступил в Рим, но к этому времени он уже начал становиться непопулярным в глазах населения столицы, преторианской гвардии и солдат провинциальных армий. Причиной тому стали репрессии против отдельных видных сановников и военачальников, недовольство солдат скупостью императора, общее ослабление позиций центральной власти. В Нижней Германии поднял мятеж наместник Авл Вителлий, поддержанный рядом западных провинций. Наконец, бездетный Гальба выбрал неудачного кандидата на усыновление — Луция Кальпурния Пизона Фруги Лициниана, молодого человека, обладавшего только знатностью, но не влиянием. Один из его приближённых, Марк Сальвий Отон, организовал мятеж преторианцев и захватил власть. Сервий Сульпиций был убит на Римском форуме после всего семи месяцев правления.

## Биография

### Происхождение

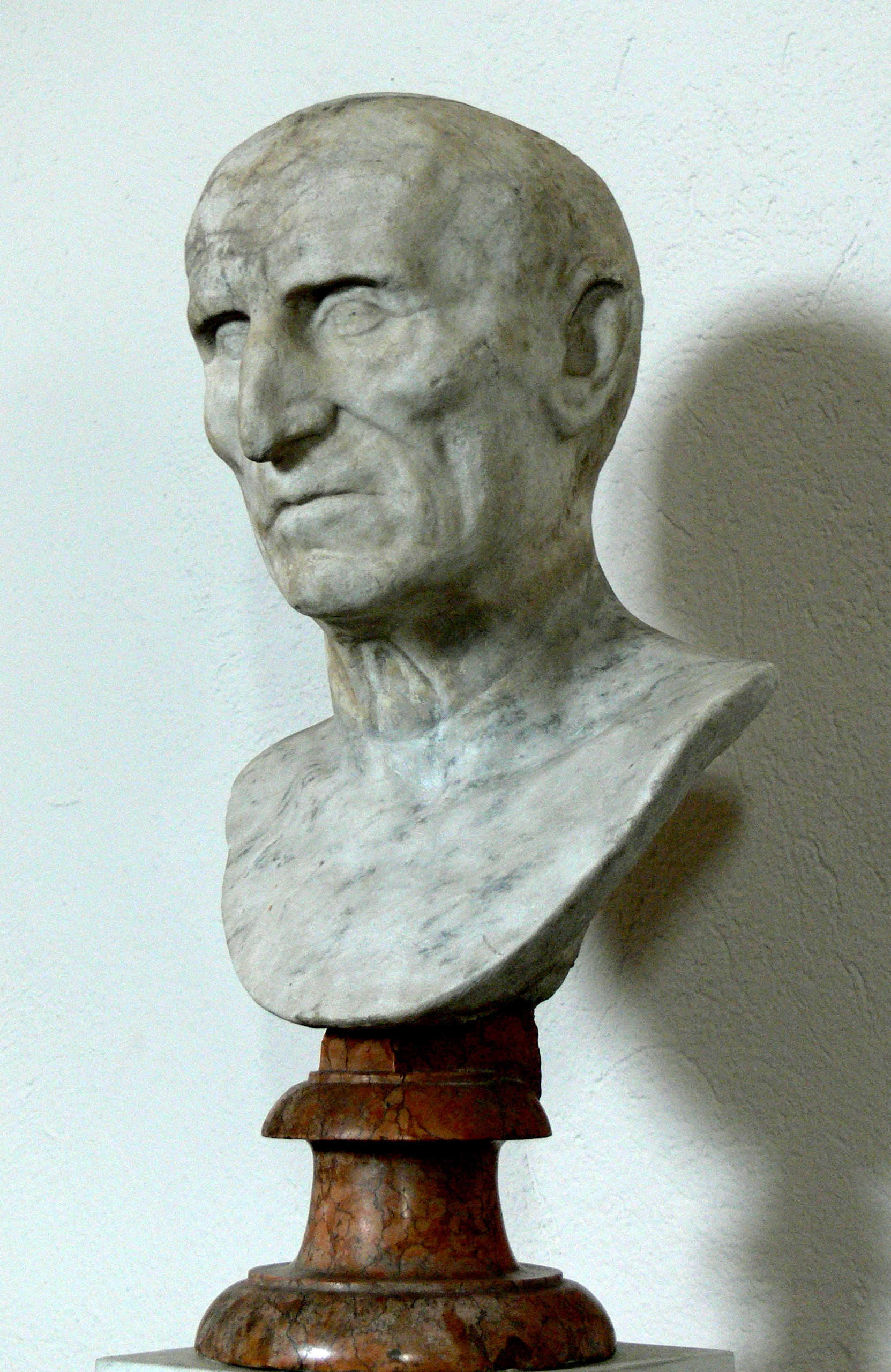
Римский бюст из Национального музея Швеции, традиционно отождествляемый с Гальбой

Сервий Сульпиций принадлежал к знатному патрицианскому роду Сульпициев, предположительно, происходившему из Камерина. Первый Сульпиций (из упоминающихся в источниках) был консулом в 500 году до н. э., а в дальнейшем представители этого рода регулярно занимали высшие римские должности. Сульпиции Гальбы были потомками Сульпициев Саверрионов. О происхождении когномена «Гальба» (Galba), появившегося в III веке до н. э., нет точной информации. Светоний перечисляет четыре версии, связанные с похожими по звучанию словами:

Одни думают, что… родоначальник после долгой и тщетной осады какого-то испанского города поджёг его, наконец, факелами, обмазанными гальбаном; другие — что при затяжной болезни он постоянно носил гальбей, то есть лекарство, завёрнутое в шерсть; третьи — что он был очень толст, что по-галльски называется «гальба»; или, наоборот, что он был худой, как те насекомые, что заводятся в горном дубе и называются «гальбами».
— Гай Светоний Транквилл. Жизнь двенадцати цезарей. Гальба, 3, 1.
Ни одну из этих версий в историографии не считают правдоподобной. Сульпиции Гальбы уже во время Второй Пунической войны стали наиболее выдающейся ветвью рода — как по политическому весу, так и по богатству. Публий Сульпиций Гальба Максим был консулом дважды, в 211 и 200 годах до н. э., и командовал в Первой и Второй Македонских войнах. Его внук Сервий Сульпиций, консул 144 года до н. э., был выдающимся оратором, но прославился, в первую очередь, как фигурант громкого скандала: его обвинили в вероломстве по отношению к лузитанам во время испанского наместничества. Правнук Сервия Сульпиция, носивший то же имя, поддержал Гая Юлия Цезаря во время гражданских войн. Его сын Сульпиций Гальба был видным историком и дедом императора Гальбы.
Отец будущего императора, предположительно, носил преномен Гай (впрочем, в историографии есть мнения и в пользу преномена Сервий). Источники сообщают, что он был горбат, но, тем не менее, активно выступал в судах; вершиной его политической карьеры стала должность консула-суффекта в 5 году до н. э. (одним из ординарных консулов в тот год был сам Август). Дети Гая родились в первом браке, с Муммией Ахаикой. Эта матрона по отцу была правнучкой Луция Муммия Ахаика, завоевателя Греции, а по матери — внучкой Квинта Лутация Катула Капитолина и потомком патрициев Сервилиев Цепионов. Император Гальба больше всего гордился своим происхождением от Лутациев, а точнее — от отца Капитолина, консула 102 года до н. э., который, по словам Плутарха, «опережал всех своих современников славою и нравственным достоинством, хотя первенство в силе и мощи добровольно уступал другим».
Старшим сыном Гая Сульпиция и Муммии Ахаики был ещё один Гай Сульпиций Гальба, консул 22 года н. э. Он покончил с собой в 36 году, когда Тиберий отказал ему в должности проконсула. Вторым сыном был Сервий Сульпиций, будущий император. Известно, что он находился в каком-то родстве с Ливией, женой Августа. Согласно Плутарху, Гальба был первым среди своих современников по знатности и богатству и «самым богатым из частных лиц, которые когда-либо вступали в дом Цезарей».

### Ранние годы
Сервий Сульпиций родился, согласно Светонию, «в консульство Марка Валерия Мессалы и Луция Лентула, в девятый день до январских календ», что соответствует 24 декабря 3 года до н. э. Впрочем, Иоанн Зонара пишет о 23 декабря, а другие источники сообщают, что Гальба прожил 72 или 73 года; это даёт 6 или 5 год до н. э. как предполагаемую дату рождения. Большинство историков считает, что Сервий Сульпиций появился на свет в 5 году до н. э. Произошло это в усадьбе близ Таррацины в Лации.
Ещё будучи ребёнком, Сервий Сульпиций оказался в окружении Августа. Светоний рассказывает, что этот принцепс однажды, «когда Гальба мальчиком приветствовал его среди сверстников, ущипнул его за щёчку и сказал: „И ты, малютка, отведаешь моей власти“». 1 января 14 года н. э. Сервий Сульпиций надел взрослую тогу, что символизировало достижение им совершеннолетия. Мать Гальбы рано умерла или получила развод; во всяком случае, известно, что Гальба-отец женился во второй раз — на Ливии Оцеллине, «женщине очень богатой и красивой». Эта матрона усыновила Сервия Сульпиция, который, по данным Светония, с того момента до провозглашения императором носил имя Луций Ливий Оцелла. В источниках нет полного единодушия по вопросу о втором имени Гальбы: на тессерах, датированных его консульским годом, значится имя Луций Сульпиций, а на египетских монетах времён его правления — Луций Ливий Сульпиций.
Известно, что во времена своей юности Сервий Сульпиций каждое лето проводил в Тускуле. Он изучал «благородные науки», в том числе право. Ливия, вдова Августа и мать его преемника Тиберия, «отличала Гальбу своей милостью» и, согласно Светонию, завещала ему огромную сумму в пятьдесят миллионов сестерциев (29 год). Но, поскольку в завещании эта сумма была записана только цифрами и не продублирована словами, Тиберий смог исправить её на пятьсот тысяч, причём даже эти деньги выплачены не были.

### Карьера

Римско-германская граница к 70 году.

Политическую карьеру Гальба начал несколько раньше, чем это было принято, — возможно, благодаря благосклонности Тиберия. Источники сообщают, что во время претуры он участвовал в организации Флоралий и, в частности, показал народу слонов-канатоходцев. После этого в течение года (в 31—32 годах) Сервий Сульпиций был наместником Аквитании. В 33 году он получил консулат на шесть месяцев (Плутарх пишет, что этой должностью Гальба был обязан Ливии, но явно ошибается, поскольку императрица умерла за четыре года до этого). Коллегой Сервия был патриций Луций Корнелий Сулла Феликс.
В 39 году император Гай Юлий Цезарь, более известный как Калигула, назначил Гальбу легатом Верхней Германии. Новый наместник сразу принял меры для укрепления дисциплины в провинциальной армии: уже на следующий день после прибытия он приказал солдатам не аплодировать во время происходившего тогда праздника, а держать руки под плащом; просьбы об отпуске были запрещены, армия занялась работами. В дальнейшем Гальба смог расправиться с многочисленными отрядами германцев, появлявшимися из-за Рейна и грабившими провинцию; он осуществил и ряд рейдов на правый берег реки, успешных, но имевших локальный характер. Возможно, именно тогда были основаны римские крепости на месте современных Висбадена и Грос-Герау. Весной или летом 40 года, когда через Верхнюю Германию проезжал Калигула, Сервий Сульпиций провёл для него смотр войск и полевые учения и заслужил высшие похвалы. Императору особенно понравилось, что легат пробежал за его колесницей целых двадцать миль в полном вооружении.
Отъезд Цезаря германцы поняли как проявление слабости Рима и поэтому на какое-то время активизировались; это было то самое «восстание германцев», слухи о котором заставили Калигулу в панике готовить флот для бегства из Италии. Но Гальба смог усмирить варваров и, в частности, в 41 году разбил племя хаттов. Его победы обеспечили десятилетие спокойствия на рейнской границе и, по словам Тацита, обеспечили Сервию Сульпицию «громкую воинскую славу».
«Поначалу он был суров и крут и не знал даже меры в наказаниях за проступки. Так, одному меняле за обман при размене денег он отрубил руки и гвоздями прибил его к столу; опекуна, который извёл ядом сироту, чтобы получить после него наследство, он распял на кресте; а когда тот стал взывать к законам, заверяя, что он — римский гражданин, то Гальба, словно облегчая ему наказание, велел ради утешения и почёта перенести его на другой крест, выше других и белёный».
Калигула в 41 году был убит заговорщиками. Гальбе советовали воспользоваться случаем и поднять мятеж, чтобы захватить верховную власть, но он проигнорировал эти советы. Благодарность нового императора Клавдия была столь велика, что Сервий Сульпиций попал в узкий круг ближайших друзей принцепса; из-за его болезни даже был отложен поход в Британию. В 43 году Гальба сопровождал Клавдия на этот остров. Война быстро закончилась полной победой, а сразу после триумфа, в 44 или 45 году, Сервий Сульпиций без жеребьёвки стал проконсулом провинции Африка. Там он оставался два года. За это время он восстановил дисциплину в местных войсках (Светоний приводит новые примеры проявленных Гальбой строгости и справедливости) и подавил беспорядки. В награду он получил по возвращении в Рим триумфальные украшения; кроме того, он был избран сразу в три жреческие коллегии — квиндецемвиров, тициев и августалов, что было очень престижно.
Последующие четырнадцать лет Гальба жил вдали от дел. Тем временем Клавдий умер, и верховная власть перешла к Нерону, который относился к Сервию с неприязнью. Учитывая это, Гальба был готов в любой момент бежать: в частности, он не выезжал на прогулки без миллиона сестерциев в соседней повозке. В 60 или 61 году, находясь в Фунди, он внезапно узнал о своём назначении наместником Тарраконской Испании и уехал на Пиренеи. Там Гальба находился восемь лет. Провинцией он управлял по-разному: сначала энергично взялся за дела и с крайней суровостью наказывал преступников, но постепенно «впал в бездеятельность и праздность, так как не хотел давать Нерону никаких поводов».

### Приход к власти

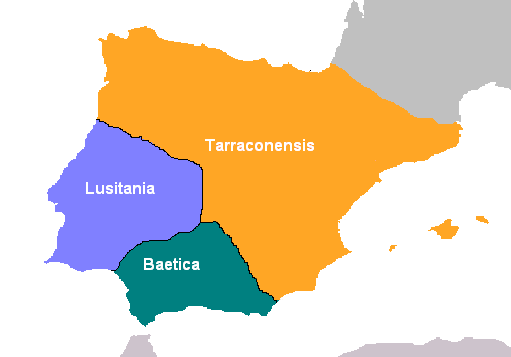
Испания после реформы Августа в 27 году до н. э.

В 68 году в Римской империи разразился масштабный политический кризис. Император Нерон начал террор против высшей аристократии и верхушки армии, истощил казну, настроил против себя существенную часть римского общества своим экстравагантным поведением. В ответ на всё это в марте 68 года наместник Лугдунской Галлии Гай Юлий Виндекс (потомок аквитанских царей) поднял мятеж, объявив своей целью возврат верховной власти «сенату и народу Рима». Ещё до открытого выступления Виндекс предлагал Гальбе союз. Тот проигнорировал его письма, но и в Рим об этом не донёс. Это могло быть связано с тем, что среди жертв нероновского террора оказались и представители рода Сульпициев; кроме того, у Гальбы могли быть старые связи с семьёй Виндекса со времён аквитанского наместничества. Теперь мятежник снова написал Сервию Сульпицию, сообщая, что уже собрал стотысячную армию, и предлагая верховное командование и императорскую власть. Сам Виндекс как аквитанец не мог претендовать на власть над Римом. Гальба же, патриций и родственник Юлиев-Клавдиев, казался ему подходящим кандидатом. Как раз в это время Сервий Сульпиций узнал, что Нерон приказал своим испанским прокураторам убить его; тем не менее он всё ещё не решался выступить против центральной власти. Гальба созвал совещание, на котором зачитал подчинённым письмо Виндекса и попросил их совета. Наиболее откровенно, согласно Плутарху, высказался Тит Виний Руфин, командир единственного провинциального легиона:

Какие ещё тут совещания, Гальба! Ведь размышляя, сохранить ли нам верность Нерону, мы уже ему не верны! А если Нерон нам отныне враг, нельзя упускать дружбу Виндекса. Или же, в противном случае, следует немедля выступить против него с обвинением и военной силой за то, что он хочет избавить римлян от тирании Нерона и дать им в правители тебя.
— Плутарх. Гальба, 4.
Тогда Сервий Сульпиций решился, наконец, на мятеж. В Новом Карфагене 2 апреля 68 года он выступил перед солдатами и народом, выставив перед трибуналом изображения людей, казнённых Нероном. В своей речи Гальба рассказал о тяжёлом положении, в котором оказалась империя из-за негодного правителя, и отказал Нерону в повиновении. Собравшиеся провозгласили его императором, но он отказался от этого титула, чтобы не настраивать против себя римский сенат, и ограничился формальным статусом «легата сената и римского народа». Тем не менее претензии Гальбы на статус принцепса стали в этот день очевидными, и именно 2 апреля Гальба считал первым днём своего правления.
Сервий Сульпиций сформировал из местной знати подобие сената, окружил себя стражей, состоявшей из молодых всадников, и начал набирать ещё один легион из жителей своей провинции, VII Парный (все его военные силы на тот момент включали один легион, ещё три когорты пехоты и три алы конницы). Другим наместникам он разослал письма с предложением союза; его поддержали правитель Лузитании Марк Сальвий Отон и квестор Бетики Авл Цецина Алиен. Пропретор Африки Луций Клодий Макр тоже поднял мятеж, оставив таким образом Рим без поставок хлеба, но к Гальбе не примкнул. К этому времени относится чеканка в Тарраконе монет с красноречивыми легендами concordia, fides militum, Gallia, tres Galliae, Gallia Hispania и Hispania. Мятеж Гальбы означал, что локальное выступление одного наместника превращается в масштабную гражданскую войну, и на Нерона сообщение об этом произвело очень сильное впечатление: выслушав новость, «он рухнул и в душевном изнеможении долго лежал, как мёртвый, не говоря ни слова; а когда опомнился, то, разодрав платье, колотя себя по голове, громко вскричал, что всё кончено».
Оправившись от этого потрясения, Нерон добился от сената провозглашения Гальбы «врагом отечества» и приказал распродать всё его имущество в пользу государства. Император решил лично возглавить армию в войне с мятежниками, но позже передумал и назначил командующими Рубрия Галла и ещё нескольких военачальников, чьи имена неизвестны. Исследователь А. Егоров отмечает, что на тот момент силы противоборствующих сторон были примерно равны (Нерон не мог полностью положиться на рейнские легионы и не мог отозвать войска с более далёких окраин).
В какой-то момент дела пошли плохо для Гальбы. Один из подчинявшихся ему конных отрядов попытался снова перейти на сторону Нерона, и его удалось удержать с большим трудом; группа рабов решила заколоть Сервия Сульпиция на пути в баню, и этот заговор был раскрыт абсолютно случайно. Наконец, пришло известие из Галлии: в конце мая наместник Верхней Германии Луций Вергиний Руф разгромил Виндекса при Весонтионе, после чего наместник Лугдунской Галлии покончил с собой. Победившая армия тут же объявила императором своего командира, а тот заявил, что не претендует на власть и никому другому не позволит её захватить против воли сената и народа Рима. Это заявление было направлено против как Нерона, так и Гальбы. Последний, узнав о случившемся, попытался начать переговоры с Вергинием Руфом; потерпев неудачу, он прекратил подготовку к войне и уехал в город Клуния в отдалённой части провинции. Считая своё дело проигранным, он даже был близок к самоубийству.
Тем временем Нерон, потерявший поддержку всех западных провинций, задумал бегство в Египет. В этой ситуации преторианцы, опора власти принцепса над Римом, отказали ему в поддержке. Префект претория Гай Нимфидий Сабин обратился к сенату с предложением провозгласить императором Гальбу (мотивы Сабина до конца не ясны). Сенаторы это предложение приняли; Нерона же они объявили «врагом отечества» и приговорили к смертной казни (8 июня 68 года). Низложенный император бежал на виллу одного из своих друзей, а там на следующий день покончил с собой. Гальба, узнав в Клунии об этих событиях, разрешил, наконец, приближённым именовать его цезарем.

### Путь в Рим

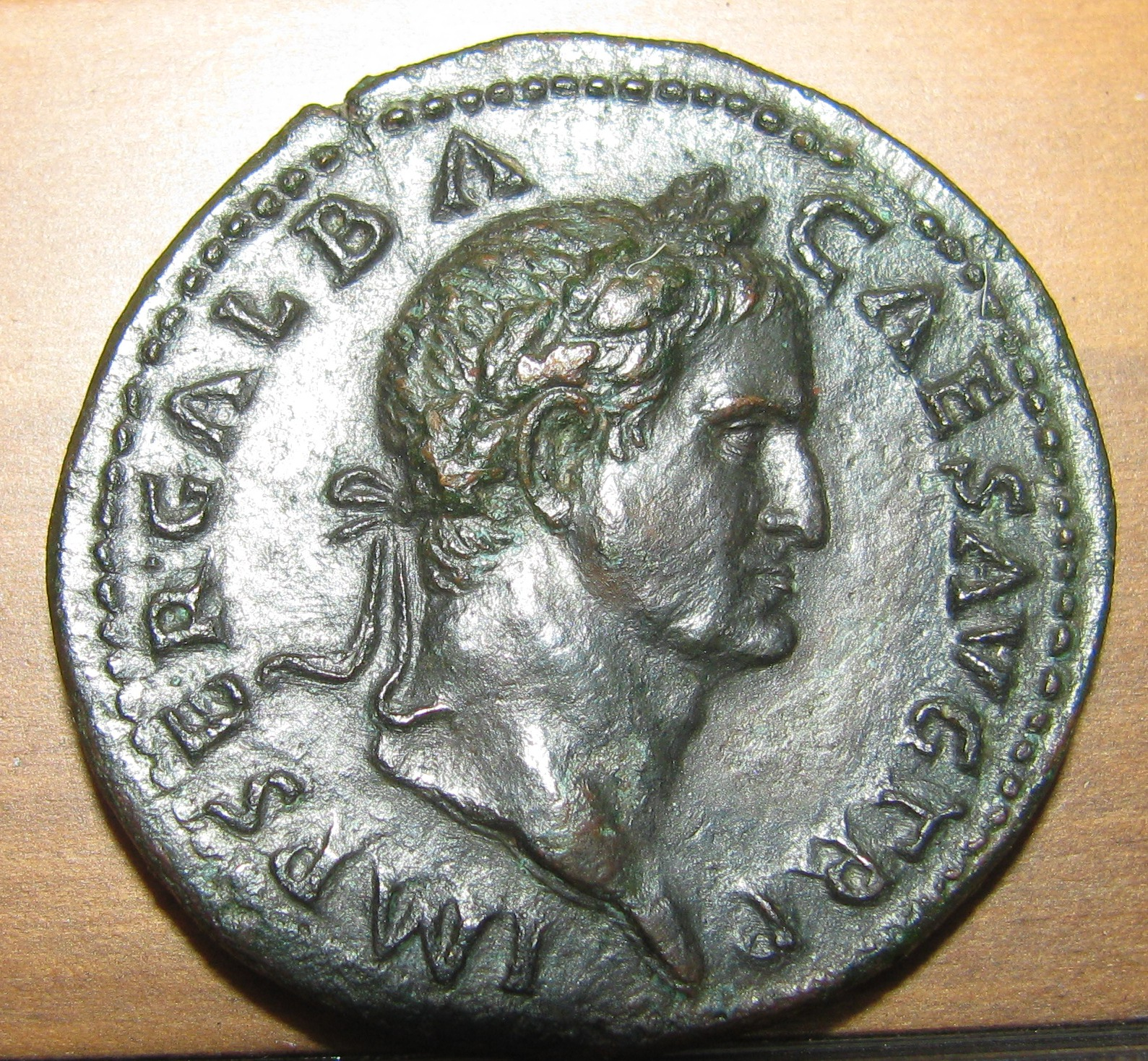
Изображение Гальбы на монете — Лионский музей изобразительных искусств

Вслед за Римом власть Гальбы признали и в других частях империи. Серьёзные проблемы возникли было в Верхней Германии: здесь солдаты провинциальной армии ещё раз попытались провозгласить императором своего командующего Луция Вергиния Руфа, но тот отказался и продолжал настаивать на том, что только сенат может предоставлять верховную власть. Один из военачальников рейнской границы, Фабий Валент, в Кастра Бонненсиа самовольно привёл к присяге Гальбе свой легион (I Германский). Узнав об этом и о гибели Нерона, Луций Вергиний признал, наконец, нового цезаря и уговорил сделать это всю свою армию; правда, источники сообщают, что на уговоры наместнику пришлось потратить много сил. Примеру верхнегерманских легионов последовали войска на дунайской границе и на Востоке — четыре легиона наместника Сирии Гая Лициния Муциана и три легиона Тита Флавия Веспасиана, которые в это время действовали против повстанцев в Иудее. Под вопросом была верность Гальбе наместника Нижней Германии Фонтея Капитона, связанного родством с императорским домом, но этот военачальник был убит легатами Корнелием Аквином и Фабием Валентом, действовавшими на свой страх и риск. По одной версии, легаты расправились с наместником в интересах нового императора, а по другой всё было наоборот: они пытались подбить Капитона поднять мятеж и убили его, потому что потерпели неудачу. В любом случае Аквин и Валент выразили свою преданность Гальбе, и тот задним числом одобрил убийство Капитона. Наместник Африки Луций Клодий Макр, отказывавшийся подчиниться Риму и готовившийся начать войну за верховную власть, был убит прокуратором Требонием Гаруцианом по приказу императора. Наместник Мавретании Цезарейской Лукцей Альбин признал Гальбу и получил от него в управление ещё и Мавретанию Тингитанскую. О наместнике Египта Тиберии Юлии Александре известно, что он признал власть Гальбы до 6 июля 68 года. Таким образом, к осени 68 года Гальба контролировал всю территорию Римской империи, и этот факт был отмечен чеканкой монеты с надписью «Concordia provinciarum».
В столицу Сервий Сульпиций двинулся в июле 68 года, вскоре после получения новостей о смерти Нерона. Его сопровождали Марк Сальвий Отон и Тит Виний Руфин. Находясь в пути, император наложил большие штрафы на испанских прокураторов Нерона и на те города Испании, которые не поддержали его мятеж. Кроме того, он наградил снижением налогов галльские общины, примкнувшие в своё время к Гаю Юлию Виндексу; сторонников Вергиния Руфа же он наказал. Сам Руф был смещён и присоединился к окружению императора. По словам Плутарха, «его приняли без какой бы то ни было враждебности, но и без особых почестей; первому был причиною сам Гальба, несколько опасавшийся Вергиния». Сервий Сульпиций двигался по Августовой дороге, причём известно, что некоторые общины на этом пути «медлили к нему примкнуть». В таких случаях император проявлял жестокость: он казнил магистратов вместе с семьями, разрушал стены городов, вводил дополнительные подати (такая судьба постигла, в частности, Лугдун). Есть мнение, что в целом энергичнее всего Гальбу поддерживали территории с наименьшим уровнем романизации.
Под Нарбонной императора встретили послы сената, попросившие его поскорее приехать в Рим. Встреча прошла в самой тёплой атмосфере. Тем временем в столице крепла власть Гая Нимфидия Сабина, который держал под контролем сенат благодаря своим преторианцам. Этот сановник рассчитывал стать приёмным сыном Гальбы и в близком будущем (учитывая преклонный возраст императора) унаследовать от него власть; но выяснилось, что Сервий Сульпиций находится под влиянием Тита Виния и начальника двора Корнелия Лакона. Убедившись, что с этими фаворитами ему не справиться, Сабин попытался организовать переворот в Риме. Он пришёл в лагерь преторианцев, намереваясь произнести перед ними речь и побудить их провозгласить его императором, но не получил поддержки и был убит. Гальба приказал казнить без суда его сообщников, включая консула этого года Цингония Варрона; кроме того, был казнён за былую преданность Нерону консуляр Публий Петроний Турпилиан.
Когда Гальба находился всего в 25 стадиях от Рима, произошёл ещё один инцидент: императора остановил флотский легион — подразделение, сформированное Нероном из моряков, получивших в связи с этим более высокий статус легионеров. Теперь эти люди боялись, что их опять понизят в гребцы, и хотели получить от Гальбы подтверждение их «солдатского звания». Сервий Сульпиций попытался уйти от прямого ответа. Столкнувшись с открытым недовольством, он приказал сопровождавшим его войскам навести порядок силой. Античные авторы пишут об этом по-разному: Плутарх и Тацит пишут о резне, причём согласно последнему это было «убийство нескольких тысяч безоружных солдат, вызвавшее отвращение и ужас даже у самих убийц»; согласно Светонию, конники Гальбы разогнали это сборище, и после этого был казнён каждый десятый; наконец, Дион Кассий пишет, что императорская конница перебила на месте семь тысяч человек, а часть выживших позже была децимирована. По-видимому, в ходе этих событий Гальба подверг бунтовщиков нескольким наказаниям, обычно не сочетавшимся: флотский легион не только был разогнан силой оружия и подвергнут децимации — все выжившие были после этого брошены в тюрьму, хотя обычно
вытянуть счастливый жребий при децимации было достаточно для оправдания. Таким образом Гальба в очередной раз показал свои суровость и стремление восстановить дисциплину.
Из-за различных инцидентов, а также из-за величины сопровождавших Гальбу армии и обоза и необходимости подготовиться к торжественному въезду в Рим, новый император прибыл в свою столицу только осенью — в конце сентября или начале октября 68 года. В историографии есть предположение, что это произошло даже в середине октября, то есть спустя четыре с лишним месяца после гибели Нерона.

### Начало правления
Ещё в Испании Гальба начал чеканить монеты с надписью «Divus Augustus Hispania». Исследователи видят в этом свидетельство того, что Сервий Сульпиций хотел править, ориентируясь на опыт Августа, — с опорой на идеологию «восстановленной республики». Аристократия рассчитывала после эксцессов нероновского правления на переход руководящей роли к сенату, а Гальба (как минимум, в первые недели после прибытия в Рим) в любом случае не мог такому переходу помешать. О своеобразной «республиканской реакции» сообщают надписи на монетах — «Libertas P.R.», «Libertas Restituta», «Libertas Renascens» и т. п. Впрочем, к концу правления Сервий Сульпиций всё же показал свои претензии на статус единоличного правителя.

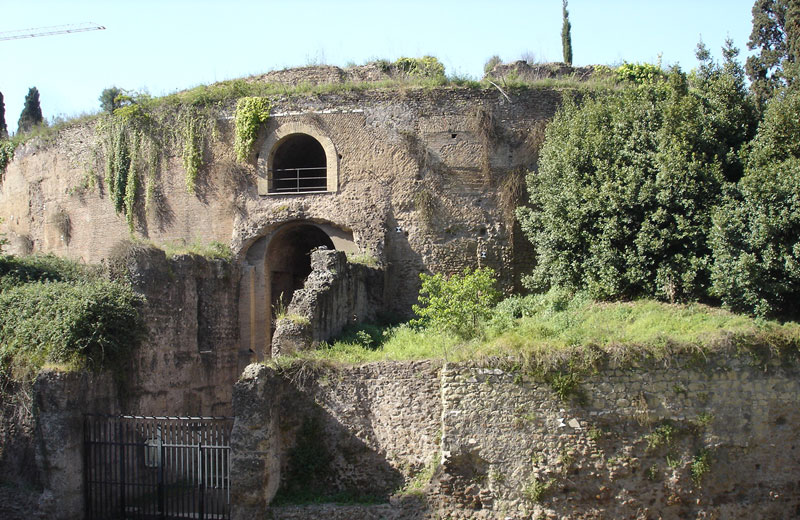
Вход в Мавзолей Августа

Свой пиетет по отношению к Юлиям-Клавдиям Гальба подчеркнул, приказав перезахоронить в Мавзолее Августа останки ряда представителей этой династии, казнённых предыдущими императорами, и восстановить их статуи. Память своей покровительницы Ливии он почтил особо — чеканкой специальной монеты.
Осенью—зимой 68 года в Риме ходили слухи, будто Гальба «собирается ограничить сенаторские и всаднические должности двухгодичным сроком и давать их только тем, кто уклоняется и избегает их». Подобные ограничения введены не были, но зато начиная с правления Сервия Сульпиция стало правилом делить каждый магистратский год на 5 отрезков (один четырёхмесячный и четыре двухмесячных), в каждом из которых действовала новая группа должностных лиц-суффектов. Неизбежным следствием этого стало уменьшение значения республиканских магистратур.
Особое внимание в это время уделялось судебной проблеме. При Нероне в очередной раз активизировались доносчики, обвинявшие представителей сенатской аристократии в «оскорблении величества»; в начале правления Сервия Сульпиция сенаторы решили, что сами будут разбирать такие дела. Все, кто был сослан при Нероне по политическим обвинениям, были амнистированы и получили право вернуться. У Тацита упоминаются «толпы аристократов, возвращённых Гальбой из ссылки, жалкие, нищие, обременённые детьми», но на первых порах не получавшие дополнительной поддержки от властей. Некоторые из этих людей пытались отомстить доносчикам. Так, Гай Гельвидий Приск привлёк к суду Тита Клодия Эприя Марцелла, из-за которого погиб Публий Клодий Тразея Пет (тесть Приска). Процесс получился очень резонансным и разделил сенат на две «партии»: многие, сочувствуя Гаю Гельвидию, тем не менее предпочли бы, чтобы Эприй Марцелл не был осуждён, поскольку после такого прецедента пришлось бы «осудить толпы людей». В конце концов Приск снял обвинение.
Гальба в этой истории занимал неопределённую позицию. В целом в отношении приближённых Нерона он был непоследователен: многие «прислужники» покойного императора (Плутарх называет имена Гелия, Поликлита, Петина, Патробия, Дион Кассий — имя отравительницы Локусты) были казнены, но самого главного, Гая Софония Тигеллина, Гальба пощадил. В особом эдикте он даже «попрекнул жестокостью» народ, требовавший от него покарать этого человека. В то же время Сервий Сульпиций помиловал Марка Антония Прима, осуждённого при Нероне за подделку завещания, вернул его в состав сенатского сословия и назначил командиром VII легиона. Батава Гая Юлия Цивилиса, содержавшегося в цепях по подозрению в подготовке восстания, Гальба приказал освободить.
В это время обострилась финансовая проблема. Уже Нерон истощил римскую казну, а Гальба прощал многим общинам недоимки или снижал налоги — в частности, в благодарность за поддержку в гражданской войне. Чтобы изыскать средства, он решил забрать назад всё подаренное Нероном (стоимость подарков оценивалась в два миллиарда двести миллионов сестерциев). Сервий Сульпиций сформировал комиссию из тридцати или пятидесяти всадников, которая занялась изъятием этих денег. В большинстве случаев подарки уже были потрачены; если речь шла не о наличных, а о каком-то имуществе, перешедшем к новым хозяевам, комиссия пыталась получить деньги с покупателя. Эта деятельность не принесла ощутимой пользы для казны и существенно навредила новой власти.

### Всеобщее недовольство и первые мятежи
В течение короткого правления Гальбы его популярность постоянно уменьшалась. Столичный плебс любил Нерона, и эта любовь усилилась после гибели императора. Ещё до появления в Риме Сервия Сульпиция среди горожан начали циркулировать слухи о его жестокости и скупости. Ему ставили в вину санкции против общин Испании и Галлии, отказавшихся его поддержать в начале мятежа; расправу с флотским легионом; казнь Петрония Турпилиана, которого можно было упрекнуть только в преданности Нерону, и легитимацию убийства Фонтея Капитона. Жестокость Гальбы производила на народ и сенат особенно неприятное впечатление из-за того, что каждый его предшественник начинал своё правление с амнистии как проявления «цезарева милосердия» (clementia caesaris). Бережливость, характерная для Сервия Сульпиция с молодости, а теперь связанная с плачевным состоянием имперских финансов, представлялась его недоброжелателям скорее скупостью, постыдной для правителя огромной державы. Античные авторы рассказывают множество историй на эту тему. Так, когда в Тарраконе Гальбе «поднесли золотой венок в пятнадцать фунтов весом из древнего храма Юпитера, он отдал его в переплавку и взыскал с граждан три унции золота, которых недостало»; увидев однажды роскошный пир, император громко застонал; одного из своих прокураторов, предоставивших отчёт о расходах, он наградил за экономию блюдом овощей; флейтисту Кану («знаменитому музыканту», по словам Плутарха) он подарил пять денариев, сказав при этом: «Это я дарю тебе из собственных денег, а не за счёт казны». Репутацию скряги, нарушающего правила приличия и здравого смысла, Гальба подтвердил своими попытками вернуть в казну нероновы подарки.
В то же время Сервий Сульпиций оказался под влиянием нескольких фаворитов, которые использовали свою власть для обогащения. Это были Тит Виний Руфин, вольноотпущенник Икел Марциан и Корнелий Лакон. Первого из них Гальба назначил своим коллегой по консулату 69 года, второй, когда-то принёсший в Клунию весть о смерти Нерона, получил всадническое кольцо, а третий, «нестерпимо тупой и спесивый», стал префектом претория. Всех троих источники характеризуют крайне негативно, сообщая об их алчности и жестокости, а также о том, что император «позволял им помыкать собою». В частности, известно, что Тигеллин смог спастись, дав Титу Винию взятку.
Военные были недовольны Гальбой из-за расформирования ряда армейских подразделений — в частности, флотского легиона в окрестностях Рима, Макрова легиона в Африке, германской когорты, занимавшейся охраной императоров. Сервий Сульпиций уволил ряд офицеров, и многие из тех, что оставались в строю, боялись, что с ними поступят так же. Легионы Верхней Германии гордились своей победой над Гаем Юлием Виндексом и считали, что достойны за это наград, но Гальба наградил только тех, кто Виндекса поддерживал, а командира победившей армии, Луция Вергиния Руфа, заменил Гордеонием Флакком, немощным подагриком и некомпетентным полководцем, которого солдаты ни во что не ставили. В результате верхнегерманские легионы были крайне ненадёжны.

И однажды на играх, когда военные трибуны и центурионы, следуя принятому обычаю, произнесли пожелания счастья императору Гальбе, солдаты сперва подняли страшный шум, а когда те повторили свои пожелания, стали кричать в ответ: «Если он того стоит!»
— Плутарх. Гальба, 18.
Не лучшим образом были настроены и солдаты в нижнегерманских легионах, о чём Гальбе много раз сообщали прокураторы. К тому же легионеры ждали от нового императора денежных раздач (по крайней мере, таких же, как при Нероне) и обманулись в своих ожиданиях; однажды Сервий Сульпиций заявил, что «привык нанимать солдат, а не покупать их». Особенно острой была эта проблема для преторианцев: в своё время Гай Нимфидий Сабин, чтобы уговорить гвардию провозгласить Гальбу императором, пообещал от его имени 7500 денариев каждому преторианцу и ещё по 1250 денариев каждому солдату, служащему за пределами Рима. Речь шла об огромной сумме, превышавшей вдвое донативы Клавдия и Нерона и совершенно неподъёмной для казны. Напротив, после мятежа Сабина многие его подчинённые оказались под подозрением в измене и боялись за свою безопасность.
Гальба полагал, что его положение станет более прочным, когда он назначит наследника. Император был стар и бездетен, и поэтому от него ждали, что он выберет кого-то для усыновления. Его окружение разделилось на две группировки: меньшинство было за Гнея Корнелия Долабеллу, родственника Гальбы, большинство — за Марка Сальвия Отона. Последний считал, что вопрос уже практически решён в его пользу: он первым поддержал мятеж Гальбы, оставался одним из его доверенных лиц, был популярен у солдат и преторианцев. Свою поддержку Отону гарантировал Тит Виний, рассчитывавший выдать за него свою дочь. Существует мнение, что Тит Флавий Веспасиан прочил в приёмные сыновья Гальбы своего родного сына того же имени, впоследствии ставшего императором. Но Сервий Сульпиций долгое время колебался и не мог принять окончательное решение. Отон ему не подходил из-за своей былой близости к Нерону.

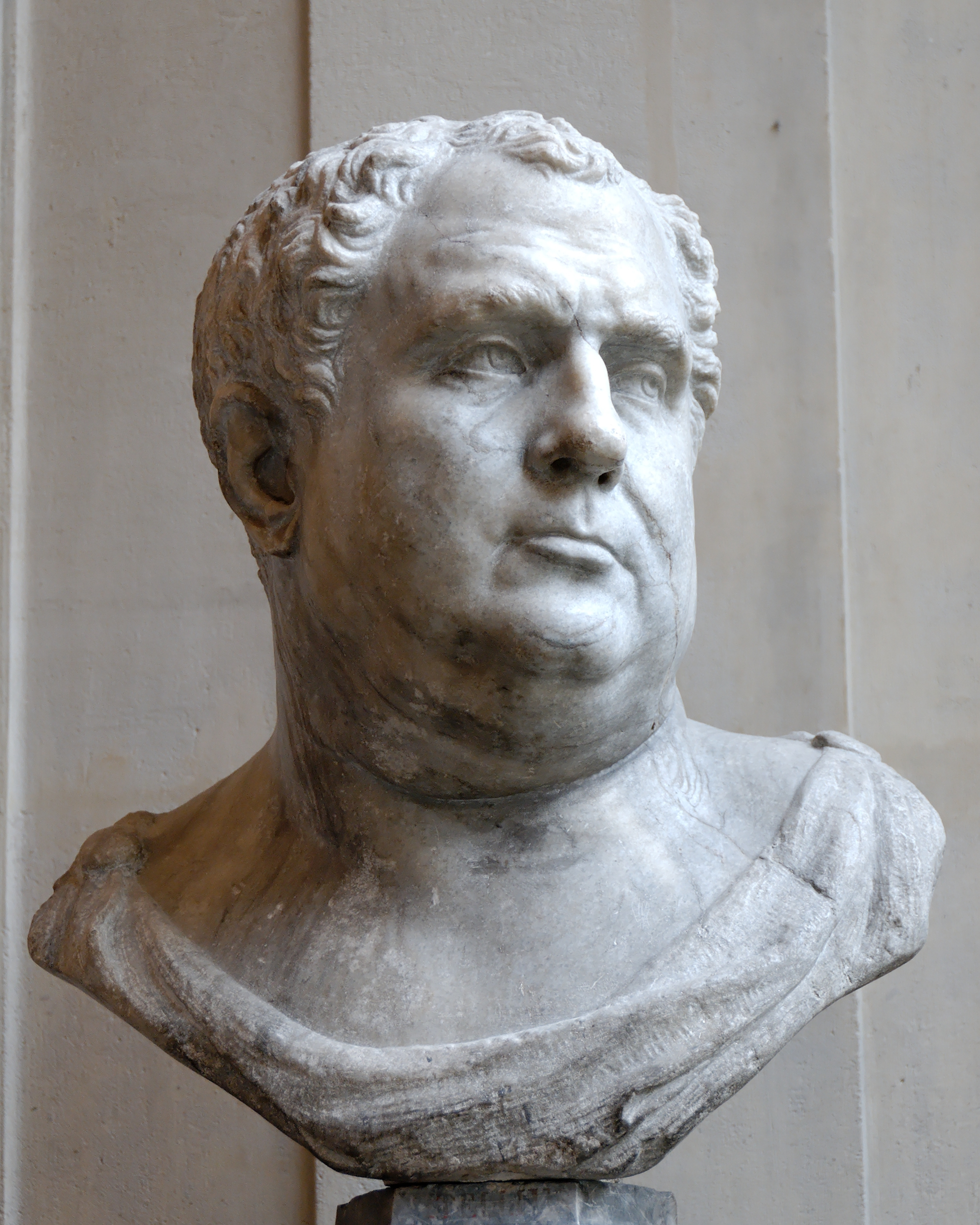
Авл Вителлий

Тем временем волнения в германских легионах переросли в очередной мятеж. Поводом стала традиционная присяга императору, которую следовало приносить 1 января каждого года. В Нижней Германии в этот день солдаты I и V легионов бросали в изображения Гальбы камни; солдаты XV и XVI легионов ограничились угрозами. В Верхней же Германии IV и XXII легионы, расквартированные в Могунциаке, разбили изображения императора, связали офицеров, которые пытались им помешать, и присягнули на верность не цезарю, а «сенату и народу Рима». В ту же ночь знаменосец IV легиона отправился в Колонию Агриппину и сообщил наместнику Нижней Германии Авлу Вителлию о бунте и о необходимости избрать нового императора. 2 января таковым был провозглашён сам Вителлий, получивший поддержку обеих Германий с их сильными армиями, включавшими в общей сложности семь легионов. В первые же дни на его сторону встали наместники Белгики, Лугдунской Галлии и Реции, началась подготовка к походу в Италию.
Узнав об этих событиях, Гальба выбрал, наконец, наследника, причём его решение стало для всех полной неожиданностью. 10 января 69 года он усыновил Луция Кальпурния Пизона Фруги Лициниана, молодого человека из очень знатного рода. Дед Пизона, принадлежавший по рождению к роду Пупиев Пизонов, был усыновлён Марком Лицинием Крассом, консулом 30 года до н. э. и внуком триумвира Красса. По матери же избранник Гальбы (теперь он носил имя Сервий Сульпиций Гальба Цезарь) был через Скрибониев Либонов потомком Гнея Помпея Великого. Его родители и старший брат стали при Нероне жертвами репрессий. Пизон отличался, по словам Плутарха, «всеми нравственными достоинствами, но особенно… чистотой и суровостью жизни»; при этом он не обладал каким-либо влиянием в армии и преторианской гвардии, и его усыновление стало жестоким разочарованием для Отона. Последний решил, что, если Гальба отверг его кандидатуру, то его жизнь в опасности, и счёл необходимым нанести удар первым. Таким образом, усыновление Пизона стало для Сервия Сульпиция фатальной ошибкой. К тому же преторианцы даже в связи со столь важным для империи событием не получили никаких подарков, хотя очень рассчитывали на них.

### Гибель

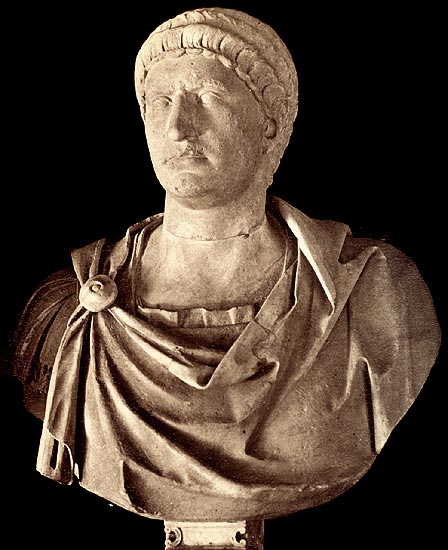
Отон

15 января 69 года Гальба должен был принести жертвы богам на Палатине. При этом присутствовали приближённые императора, включая Отона. В самом начале процедуры к последнему подошёл его вольноотпущенник, чтобы сказать, что строители ждут Марка Сальвия у него дома; это был условный знак, сообщавший, что солдаты готовы к выступлению. Под благовидным предлогом Отон покинул цезаря и направился в преторианский лагерь, где тут же был провозглашён императором. На Палатин, где Гальба продолжал приносить жертвы, начали приходить вести о том, что преторианцы увели к себе какого-то сенатора, потом — что они похитили Отона. Когда стало ясно, что происходит, Сервий Сульпиций разослал своих людей к разным воинским соединениям, чтобы понять, на кого он может рассчитывать. Выяснилось, что поддержать его готова только одна когорта: легион морской пехоты открыто примкнул к мятежникам, а иллирийские легионеры, стоявшие в Випсаниевом портике, прогнали императорского посланца, угрожая ему оружием.
В этой ситуации Гальба не мог решиться на что-то определённое. Одни советовали ему закрыться во дворце и выждать, другие — идти в лагерь преторианцев, чтобы снова перетянуть их на свою сторону. Тут распространился слух, что Отон убит, и Сервия Сульпиция окружила восторженная толпа, в которой каждый хотел поприветствовать императора и выразить ему свою преданность. Телохранитель по имени Юлий Аттик даже показал окровавленный меч, которым, по его словам, был убит Отон. Гальба, увидев это, ограничился вопросом: «А кто тебе приказал это сделать, друг?». Чтобы разобраться в происходящем и показаться народу, Сервий Сульпиций сел в носилки и отправился на форум. Здесь он узнал, что в действительности Отон жив, что его поддерживают не только преторианцы, но ещё и флотский легион, и что мятежники уже на улицах города. Теперь Гальба снова не мог ни на что решиться, тогда как ему советовали либо занять ростры, либо закрепиться на Капитолии, либо вернуться на Палатин. Все портики и возвышенности вокруг форума заняли горожане, выступавшие в роли зрителей. Императорские носилки, зажатые в мечущейся во все стороны толпе, бросало из стороны в сторону до тех пор, пока не послышался топот всадников Отона. Тогда люди начали разбегаться, а Гальба вывалился из носилок.
Знаменосец охранявшего Сервия Сульпиция отряда по имени Атилий Вергилион сорвал изображение императора с древка; это означало, что последняя когорта переходит на сторону мятежников. Форум быстро опустел — остались только всадники и пехота Отона, наступавшие через Павлову базилику. Упавшего на землю Гальбу попытался защитить от них один-единственный человек, центурион Семпроний Денс. «Сначала, поднявши трость, которой центурионы наказывают провинившихся солдат, он громким голосом убеждал нападающих пощадить императора, а когда те сошлись с ним вплотную, вытащил меч и долго отбивался, пока не упал, раненный под колено».
Источники содержат противоречивую информацию о том, как Гальба встретил смерть. Согласно Плутарху, он сказал, подставив горло убийцам: «Разите, если так лучше для римского народа». Светоний и Тацит подтверждают это со ссылкой на «большинство». При этом «некоторые сообщают», по словам Светония, что император крикнул: «Что вы делаете, соратники? Я ваш и вы мои!» Тацит приводит ещё одну версию — «он молил объяснить, в чём его вина, и даровать ему несколько дней жизни, чтобы раздать солдатам деньги». Впрочем, по мнению Тацита, наличие разных версий имеет только одну причину: одни рассказчики ненавидели Гальбу, другие им восхищались.
В любом случае Сервия Сульпиция убили на месте. Большинство источников Плутарха и Тацита сообщает, что смертельный удар в горло был нанесён солдатом XV легиона Камурием; некоторые называют имена Теренция, Лекания и Фабия Фубулона. Другие солдаты изрезали ноги и руки уже мёртвого императора (его туловище было неуязвимо благодаря панцирю). Убийца отрубил голову Гальбы и унёс с собой, завернув в плащ, так как из-за лысины её не за что было ухватить. Но поскольку другие солдаты кричали, «чтобы он не скрывал и не прятал своего подвига», убийца императора насадил голову на копьё и так понёс её по улицам, чтобы показать Отону. По другой версии, тело Гальбы, всё ещё с головой, лежало какое-то время на месте убийства, пока случайно проходивший мимо солдат не отрубил её и не отнёс к новому императору, поддев пальцем за нижнюю челюсть. Отон, увидев этот трофей, воскликнул: «Это ещё ничего, друзья, а вот покажите-ка мне голову Пизона!» Этот приказ был быстро выполнен. Голова же Сервия Сульпиция попала в руки обозников, которые, «потешаясь, носили её на пике по лагерю с криками: „Красавчик Гальба, наслаждайся молодостью!“». Потом вольноотпущенник Патробия (одного из наперсников Нерона, казнённого по приказу Гальбы) купил голову за сто золотых и бросил на месте гибели своего патрона, истыканную гвоздями. Тело императора забрал Гай Гельвидий Приск и похоронил ночью в садах Гальбы на Аврелиевой дороге; на следующий день там была погребена и голова.

## Внешность
Гальба был мужчиной среднего роста, голубоглазым и с крючковатым носом. На момент прихода к власти его руки и ноги были настолько искалечены подагрой, что он не мог подолгу носить обувь и даже держать в руках свиток. Светоний сообщает о «мясистом наросте» на правом боку, который с трудом сдерживала повязка. У Плутарха упоминаются морщины и плешь Сервия Сульпиция, ставшие в 68 году мишенью для злых шуток Митридата Понтийского.
На монетах Гальба изображён как пожилой бритый мужчина со впалыми щеками. Его чаще изображали не в лавровом венке, как это было принято, а в венке из дубовых листьев.

## Личная жизнь

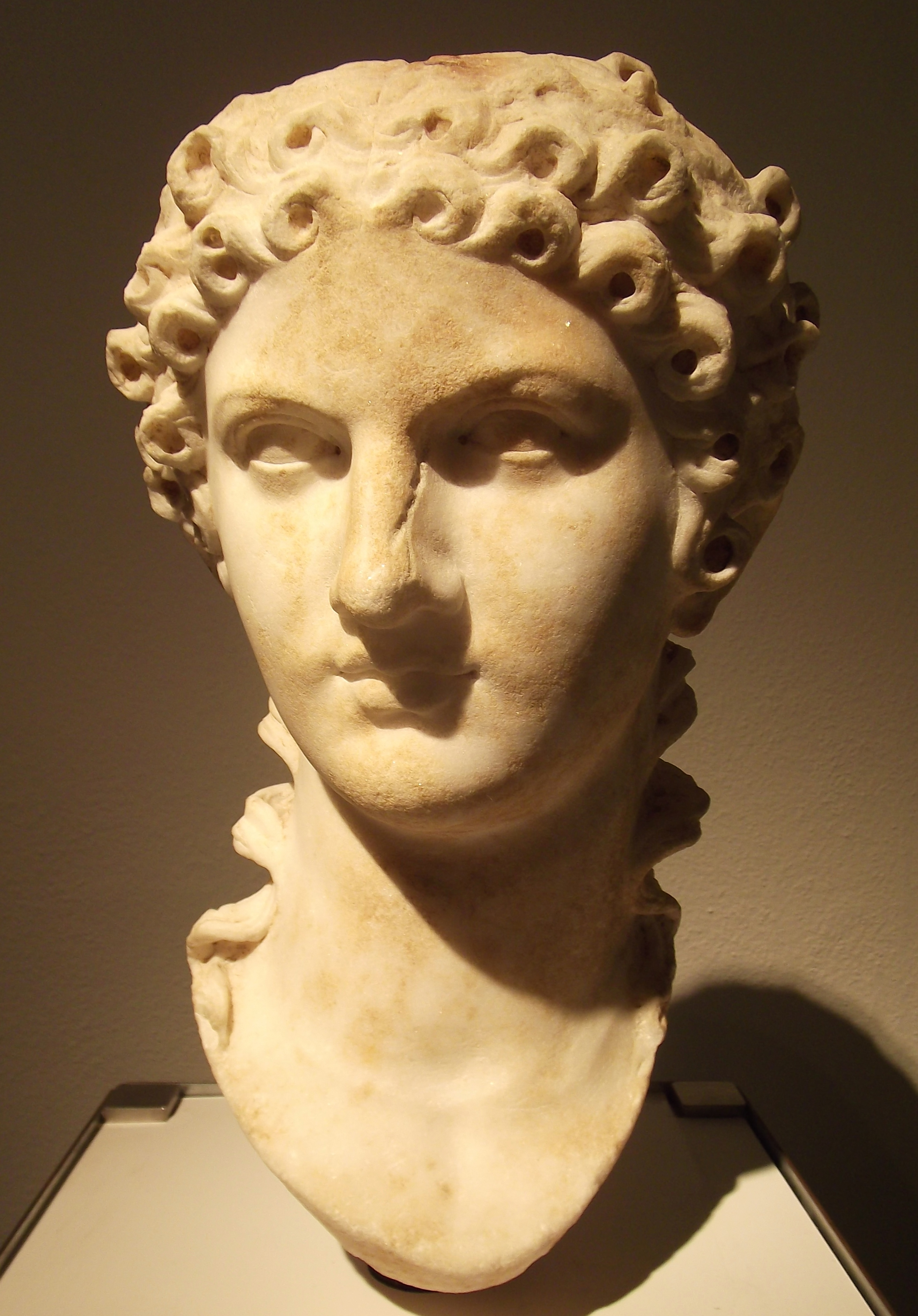
Агриппина Младшая

Сервий Сульпиций был женат на патрицианке Эмилии Лепиде. Её происхождение точно не известно; предположительно она была дочерью Мания Эмилия Лепида, консула 11 года. В этом случае по отцу она была правнучкой триумвира Марка Эмилия Лепида и правнучатой племянницей Марка Юния Брута, а по матери — праправнучкой Луция Корнелия Суллы и Гнея Помпея Великого. В этом браке у Гальбы было двое детей, которые рано умерли. Из формулировки Светония (duos filios) неясно, были ли это двое сыновей или сын и дочь.
Эмилия Лепида умерла, когда Гальба ещё был частным лицом. Второй раз Сервий Сульпиций уже не женился. Известно, что его супругой хотела стать Агриппина Младшая, сестра Калигулы и мать Нерона, рано потерявшая своего первого мужа — Гнея Домиция Агенобарба. Она открыто демонстрировала свои намерения, хотя Эмилия Лепида тогда ещё была жива. Из-за этого мать Эмилии однажды даже прилюдно ударила Агриппину. В историографии эти события относят к периоду между 40 и 44 годами.
По данным Светония, Сервий Сульпиций предпочитал мужчин женщинам: «похоть он испытывал больше к мужчинам, причём к взрослым и крепким». Даже когда Икел принёс ему в Клунию весть о смерти Нерона, Гальба, по слухам, «не только нежно расцеловал его при всех, но и тотчас попросил его приготовиться к объятиям, а потом увёл».

## Память о Гальбе в античную эпоху

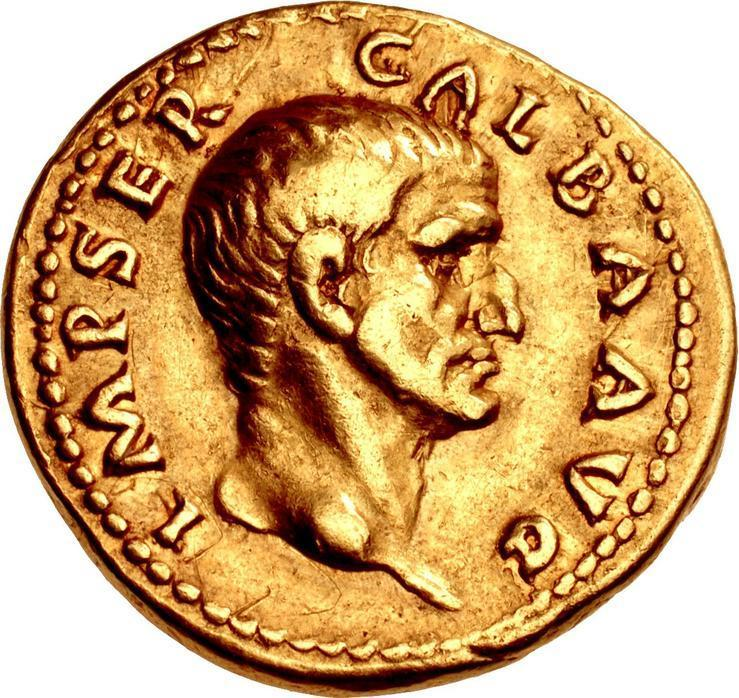
Гальба на римском ауреусе

Имя Сервия Сульпиция не было предано формальному проклятию (damnatio), а его постановления продолжали выполняться и после его смерти. Марк Сальвий Отон стал императором ненадолго: его армия была разгромлена при Бедриаке полководцами Авла Вителлия уже спустя три месяца. Отон после этого покончил с собой. Римляне, узнав о случившемся, сложили из венков подобие могильного холма на месте гибели Гальбы, а изображения покойного императора, украшенные цветами, толпа носила вокруг всех городских храмов. Вителлий, заняв Рим, расправился с убийцами Сервия Сульпиция. Он нашёл в архиве больше ста двадцати прошений о наградах от людей, претендовавших на своеобразную заслугу — участие в убийстве императора, — и всех этих людей казнил.
Сам Вителлий был убит спустя ещё восемь месяцев, после поражения от Тита Флавия Веспасиана, в правление которого гражданская война закончилась. Из-за всех этих событий 69 год получил в источниках название «Год четырёх императоров». 1 января 70 года сын Веспасиана Домициан, занимавший тогда должность городского претора, предложил сенаторам «восстановить почести, окружавшие ранее имя Гальбы». Соответствующее решение было принято. Позже сенат решил воздвигнуть статую Сервия Сульпиция на форуме, рядом с местом его гибели, но Веспасиан этому воспрепятствовал: он верил слухам о том, что летом 68 года Гальба направил к нему из Испании убийц.
Вскоре после гибели Сервия Сульпиция его биографию написал Плутарх. Этот писатель называет Гальбу «подлинным императором в исконном смысле этого слова», но констатирует, что этот принцепс «хотел начальствовать над зверями, чуть приручёнными Тигеллином и Нимфидием, так же, как начальствовали над римлянами в старину Сципион, Фабриций, Камилл». К тому же Гальба подобно Нерону отдал себя во власть алчным фаворитам, из-за чего у римлян не было причин сожалеть о его правлении.
Сервий Сульпиций стал одним из главных героев «Истории» Тацита. Часть этого произведения построена на противопоставлении Гальбы, «древнего римлянина», порицающего даже предполагаемого убийцу своего врага, Отону, который открыто радуется смерти своего конкурента в борьбе за власть. Тацит так же, как Плутарх, видит в Сервии Сульпиции воплощение старинных добродетелей, которые оказываются неуместными в эпоху империи и ведут их носителя к гибели. Речь, произнесённая Гальбой при усыновлении Пизона, — это речь глубоко порядочного человека, но в контексте 69 года она оказывается лишённой какого-либо смысла. Тацит характеризует императора как «немощного старика», «немощного и легковерного правителя», который в критические моменты демонстрировал «постыдную нерешительность». Главным результатом его мятежа стало то, что «разглашённой оказалась тайна, окутывавшая приход нового принцепса к власти, и стало ясно, что им можно сделаться не только в Риме».
В целом Тацит, по словам антиковеда Евгения Шерстнёва, «скорее одобряет» Гальбу и «скорее не одобряет» Отона. У Светония же оценки диаметрально противоположны: он «скорее не одобряет» Гальбу и «скорее одобряет» Отона. Это может объясняться тем, что Тацит оценивал события как представитель сенаторского сословия, на которое опирался Сервий Сульпиций, а Светоний тяготел к всадничеству.
Негативные характеристики дали Гальбе поздние римские историки. По мнению Евтропия, в Сервии Сульпиции после его прихода к власти «обнаружилась склонность к жестокости». Секст Аврелий Виктор пишет, что, когда Гальба вступил в Рим в 68 году, «казалось, (что) он пришёл для поддержания роскоши и даже жестокости, чтобы все хватать, тащить, мучить людей и самым безобразным способом всё опустошать и осквернять». По словам Орозия, Гальба «жадностью, суровостью и медлительностью вызвал всеобщее неудовольствие».

## Оценки в историографии
Учёные отмечают, что Гальба стал первым императором, пришедшим к власти в результате солдатского мятежа. Это стало началом дестабилизации обстановки в империи: Рим превратился в приз для провинциальных наместников, и новая волна мятежей началась ещё при жизни Сервия Сульпиция. В историографии есть разные мнения о причинах гражданской войны 68—69 годов и, в частности, выступления Гальбы. Выделяются два основных направления: одни исследователи говорят о борьбе провинций с Римом как главной составляющей этой войны, другие — о соперничестве провинциальных армий. В советской историографии, в соответствии с господствовавшей идеологией, было распространено мнение о социально-экономическом кризисе как движителе событий (население отдельных районов империи восстало против правительства и было поддержано армией).
Советский антиковед Сергей Ковалёв видит в мятежах 68—69 годов свидетельство, с одной стороны, непрочности социальной базы Юлиев-Клавдиев, а с другой — подъёма провинций, оправившихся после гражданских войн I века до н. э. Восстания наместников, начиная с Гальбы, стали первым проявлением сепаратистских тенденций, которые в конце концов погубили империю. По мнению Михаила Ростовцева, эти мятежи были «здоровой реакцией на перерождение принципата в нероновскую тиранию».
Немецкая исследовательница Бригитта Риттер считает, что мятежи 68—69 годов — это «эксперименты и импровизации», связанные с отсутствием у римского общества понимания того, на чём именно зиждется императорская власть. До этого она переходила из рук в руки внутри одной семьи. Теперь же римляне опытным путём выясняли, кто может «создавать принцепсов»: «сенат и народ Рима», преторианцы или провинциальные армии. Гальба стал жертвой одной из таких попыток. Для Алексея Егорова выступление Гальбы против Нерона стало выступлением против формирующегося имперского режима «полисно-сенатских сил». Выбирая между усыновлением Отона и Пизона, Сервий Сульпиций, по мнению Егорова, выбирал между «блоком с сенатом и аристократическими силами в нём» и опорой на «императорский аппарат», преторианцев и былых приверженцев Нерона; гибель Гальбы означала, что полис проиграл схватку с Империей. Правление Сервия Сульпиция было своеобразным переходным этапом между Юлиями-Клавдиями, укоренёнными в силу своего происхождения в полисных традициях, и Флавиями, которые не были связаны ни с римским полисом, ни с нобилитетом.
Принято считать, что Гальба оказался не слишком способным правителем. Его политика экономии была оправдана после расточительств Нерона, «но проводилась в жизнь с отталкивающей бестактностью»; он не захотел понять новые тенденции во взаимоотношениях императора и армии; он не умел подбирать советников, а в случае с преемником совершил непростительную ошибку. Но всё же это была первая попытка передачи власти не одному из ближайших родственников, как делали Юлии-Клавдии, а наиболее способному представителю императорского окружения. Спустя несколько десятилетий, при Антонинах, это стало одним из постоянных принципов государственной политики. Некоторые исследователи видят именно в Сервии Сульпиции создателя прецедента: он усыновил одного из «лучших», совместив таким образом условный республиканизм времён раннего принципата с развивавшимся параллельно династизмом. Спустя тридцать лет его опыт повторил Нерва, причём более удачно, усыновив одного из главных военачальников империи.
Майкл Грант отмечает, что Сервий Сульпиций стал первым императором, погибшим от рук простых солдат: предыдущая жертва преторианцев, Калигула, был убит офицерами.
Георгий Кнабе относит Гальбу к «сенаторам большинства» — тем римлянам, которые в I веке, в условиях кризиса традиционных республиканских добродетелей, сохранили преданность «нравам предков». К этой группе, по мнению учёного, принадлежат также Публий Клодий Тразея Пет, Квинт Юний Арулен Рустик.

## В художественной литературе
Гальба стал персонажем трагедии французского драматурга Пьера Корнеля «Отон», впервые поставленной на сцене в 1665 году.